# Nouméa International 2013
Die New Caledonia Nouméa International 2013 als offene internationale Meisterschaften von Neukaledonien im Badminton wurden vom 12. bis zum 14. Juli 2013 ausgetragen.

## Austragungsort
- Nouméa, Valle Du Tir, Salle Anewy

## Sieger und Platzierte
| Disziplin    | Gold                               | Silber                            | Bronze                               |
| ------------ | ---------------------------------- | --------------------------------- | ------------------------------------ |
| Herreneinzel | Wesley Caulkett                    | Luke Charlesworth                 | Michael Fowke                        |
| Herreneinzel | Wesley Caulkett                    | Luke Charlesworth                 | Asher Richardson                     |
| Dameneinzel  | Kelly Stern                        | Magali Bravo                      | Sanmoestanom Melissa                 |
| Dameneinzel  | Kelly Stern                        | Magali Bravo                      | Cecilia Moussy                       |
| Herrendoppel | Luke Charlesworth Asher Richardson | Wesley Caulkett Julien Pactat     | Loic Mennesson Morgan Paitio         |
| Herrendoppel | Luke Charlesworth Asher Richardson | Wesley Caulkett Julien Pactat     | Arnaud Franzi William Jannic         |
| Damendoppel  | Magali Bravo Kelly Stern           | Natacha Offlaville Lorinda Sautes | Bellenka Delmas Sanmoestanom Melissa |
| Damendoppel  | Magali Bravo Kelly Stern           | Natacha Offlaville Lorinda Sautes | Cathy Camerota Nadia Kasimun         |
| Mixed        | Asher Richardson Magali Bravo      | Thommy Sargito Cathy Camerota     | Joey Santino Cecilia Moussy          |
| Mixed        | Asher Richardson Magali Bravo      | Thommy Sargito Cathy Camerota     | Loic Mennesson Kelly Stern           |